# Флотта
Флотта — острів на південному заході Мейнленд (Шетландські острови). Назва може походити від давньоскандинавської, flatey означає плоский острів, а найвища точка острова становить лише десять метрів. Це у Вейстдале-Вое, на південь від Греена.